# Балагура Олександр Миколайович
Олександр Миколайович Балагура (нар. 1961, місто Любомль, Волинська область) — український та італійський кінодокументаліст, член Спілки кінематографістів України. Почесний громадянин Києва (2008).

## Життєпис
Народився у 1961 році у Любомлі Волинської області. У 1981 поступив на історичний факультет Київського державного університету імені Тараса Шевченка, який закінчив 1987 року. Рік по закінченні університету працював вчителем історії. Потім знайшов роботу асистента режисера на Українській студії хронікально-документальних фільмів. Ще через рік зняв власний фільм. Його першою самостійною роботою в кіно став документальний короткометражний фільм «Нашим братам і сестрам», який здобув визнання приз за найкращий документальний фільм на міжнародному кінофестивалі у Флоренції, Італія. Після цього зняв ще низку фільмів. Знаковим у своїй кінокар'єрі Олександр Балагура вважає фільм «Антологіон», присвячений століттю кіно. Працював над цією стрічкою у 1995–1996 рр. без фінансування і зарплати в умовах майже повного занепаду кіносфери в Україні.
У 1998 році виїхав до Італії, де став незалежним кінорежисером. Першим фільмом за кордоном стала стрічка «Італійська пауза», в якій він описав свій стан очікування і події, що відбуваються навколо. Стрічку високо оцінили в Італії, Франції. Фільм «Крила метелика» отримав приз журі за найкращий український фільм 2007–2008 рр. на Міжнародному київському кінофестивалі «Молодість».

### Сімейний стан
Одружений, дружина — історик. Батько трьох дітей. Разом з родиною мешкає в Генуї.

## Творчість
Автор близько 30 документальних фільмів, що брали участь в міжнародних кінофестивалях у Києві, Парижі, Турині, Торонто, Тампере, Флоренції, Тальякоццо тощо. Серед них:
- 2013 — Табір (лолі калі шуба)
- 2011 — Час життя об'єкта в кадрі
- 2010 — Інтонація бігу, 10 хв.
- 2009 — Textura lucis, 23 хв.
- 2007 — Крила метелика (фільм про незавершений фільм), 64 хв.
- 2005 — Verso meta, 59 хв.
- 2004 — Італійська пауза (фільм про очікування фільму), 3 год. 30хв.
- 1998–1999 — документальний цикл Фотограф
- 1996 — Антологіон (український фільм)
- 1997 — Рафаїл Нахманович, Анатолій Сирих, Володимир Костенко — серія 15-хвилинних документальних кінопортретів.
- 1994 — Messa eclectica, 18 хв.
- 1994 — З зелених думок одного лиса, 20 хв.
- 1993 — Володимир Івасюк. Мелодія, 30 хв.
- 1992 — Три храми на моїй долоні, 30 хв.
- 1991 — Вулиця-вдова, 18 хв.
- 1990 — Нашим братам і сестрам